# Veres János (politikus)
Veres János (Nyírbátor, 1957. február 5. –) magyar agrármérnök-szakközgazdász, politikus, az MSZP alapító tagja, országgyűlési képviselő, 2005 és 2009 között az ország pénzügyminisztere.

## Tanulmányai
A Debreceni Agrártudományi Egyetemen diplomázott 1981-ben általános agrármérnöki szakon, amivel mérlegképes könyvelői képesítést is szerzett. 1986-ban a Marx Károly Közgazdaságtudományi Egyetemen mérnök-szakközgazdászi oklevelet és egyetemi doktori címet szerzett.

## Szakmai pályája
1981 és 1983 között a Szamosmenti Állami Tangazdaság, 1983 és 1986 között pedig az Új Barázda MGTSZ főkönyvelője volt. Később saját vállalkozásainak ügyvezető igazgatójaként dolgozott 2002-ig. 1997 és 2002 között a Szabolcs-Szatmár-Bereg Megyei Kereskedelmi és Iparkamara elnöke volt.

## Politikai pályafutása
Hivatásos politikai pályafutását 1986-ban kezdte, amikor a Magyar Szocialista Munkáspárt (amelynek 1980 óta volt tagja) nyírbátori városi bizottságának gazdaságpolitikai titkára lett. 1988 és 1989 között már a pártbizottság első titkára volt. Az MSZP-nek alapító tagja volt és 1990-ben szülővárosa önkormányzatának lett képviselője. Az 1994-es országgyűlési választáson pártja megyei területi listájáról szerzett mandátumot, ahogy 1998-ban, 2002-ben és 2010-ben is. Több bizottságnak is tagja volt, többek között a költségvetési és pénzügyi bizottságnak többször is volt alelnöke.
1998-ban bekerült a Szabolcs-Szatmár-Bereg megyei közgyűlésbe, 1999 és 2002 között pártja frakcióvezetője volt.
2004-ben pártja országos elnökségének tagja és Szabolcs-Szatmár-Bereg megyei elnöke lett.
2002-ben Nyírbátor polgármesterévé választották. E posztról 2003-ban lemondott, amikor (március 10-étől) a Pénzügyminisztérium politikai államtitkárává nevezték ki. 2004 augusztusában, Medgyessy Péter lemondása után Veres neve is felmerült, mint lehetséges miniszterelnök-jelölt, de az MSZP választmányától nem kapta meg az ehhez szükséges szavazatmennyiséget. Végül a kongresszus Kiss Péter és Gyurcsány Ferenc között volt hivatott dönteni, utóbbi javára. Veres az új miniszterelnök kabinetfőnökeként a Miniszterelnöki Hivatal államtitkára lett 2004. október 4-étől. Gyurcsány Ferenc 2005. április 25-én nevezte ki pénzügyminiszterré Draskovics Tibor utódjaként. A második Gyurcsány-kormányban megtartotta ezt a posztját (2006. május 16-ától).
A 2006-os országgyűlési választáson a nyírbátori egyéni választókerületből került be az Országgyűlésbe.
A kampány alatt nagy vihart kavart egy, a helyi polgármestereknek tett kijelentése, miszerint az egyes területek számára nyújtott jövőbeni állami támogatás az adott körzet választási eredményeitől is függeni fog – Veres ezt később úgy értelmezte, hogy „egy kormánypárti képviselő több eredményt tud elérni a térségének, mint egy ellenzéki képviselő”.
A Bajnai-kormány megalakulásakor kikerült a kormányból. Utódja a pénzügyminiszteri tisztségben Oszkó Péter lett. Nem sokkal utána Mesterházy Attila megüresedett helyére, az MSZP frakcióvezető-helyettesévé választották. Pár nap múlva a keleti gazdasági kapcsolatokért felelős kormánybiztos lett. Társadalmi megbízatásban végzett munkájáért nem kapott javadalmazást.
A 2010-es országgyűlési választáson pártja Szabolcs-Szatmár-Bereg megyei listájáról jutott a parlamentbe.

## Konfliktusok személye körül
2010 februárjában negatív hírek nyomán került reflektorfénybe, ugyanis még 2009 őszén a kínai Makaóba utazott úgy, hogy állítása szerint az útiköltségét az MSZP, míg titkárságvezetőjének, későbbi feleségének, Dobolyi Alexandrának az Európai Szocialisták Pártja fizette. Mindkét említett szervezet tagadta az állításokat, és nem derült ki, honnan származott a pénz.
Veres többször is összetűzésbe került a Hír TV-vel, egyszer az őt épp kérdezni kívánó riporter kameráját fejelte le, majd rá két évre, szintén a csatorna állítása szerint, a riporterükbe ment bele szándékosan vállal. Egyik eset után sem kért bocsánatot. Ezért tiltakozásul másnap a tévétársaság két riportere láthatósági mellényben jelent meg Veres sajtótájékoztatóján, aki ezután kikötötte, hogy a Hír TV munkatársai 5 méternél jobban nem közelíthetik meg.
A fiaival kapcsolatos vádakra reagálva Veres bírósági perrel fenyegette az őt kérdező riportert.

## Családja
Nős, felesége Dobolyi Alexandra politikus.  Két felnőtt fiú édesapja.